# Berjozovo
Berjozovo (Russisch: Берёзово, Berjozovo) is een nederzetting met stedelijk karakter in het district Berjozovski van het Russische autonome district Chanto-Mansië. De plaats ligt op 1100 kilometer ten noorden van Tobolsk op 3 heuvels op de linkeroever van de Noordelijke Sosva (Severnaja Sosva) op 42 kilometer van haar instroom in de Ob.

## Geschiedenis
Berjozovo ontstond in 1593 als een versterkt fort en groeide uit tot de plaats Berjozov (Берёзов). In 1782 werd het een oejezdcentrum binnen de namestnitsjestvo Tobolsk en later binnen het gouvernement Tobolsk. Berjozov ging in 1719 en 1808 volledig in vlammen op en ook in 1887 raakte de plaats zwaar beschadigd door een brand. 

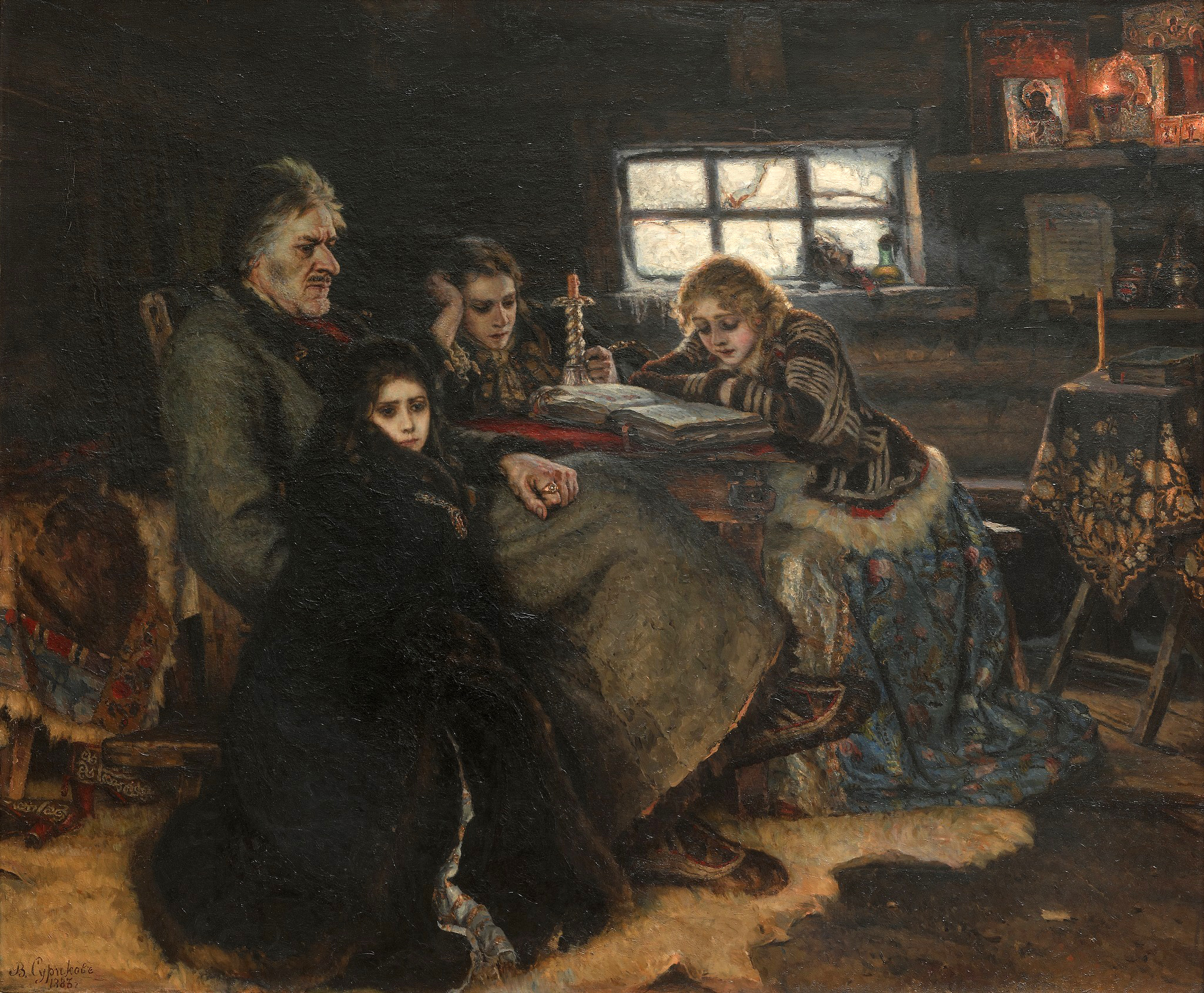
Mensjikov en zijn familie in Berjozov (Vasili Soerikov)

Berjozovo werd meerdere malen gebruikt als bannelingenoord: In 1729 stierf hier Aleksandr Mensjikov, de favoriet van tsaar Peter de Grote en tsarina Catharina I, in ballingschap. Een jaar later, in 1730, werd zijn vijand en rivaal prins Vasili Dolgoroekov hier met zijn familie geïnterneerd en in 1742 werd generaal Andrej Osterman met zijn vrouw hierheen verbannen en stierf er. Berjozovo heeft een kathedraal, waarbij het lichaam van Mary Mensjikov, de dochter van Aleksandr Mensjikov (die haar probeerde te verloven met Peter II) en een aantal leden van de Dolgoroekovfamilie begraven liggen. In de 19e eeuw werden een aantal decembristen verbannen naar Berjozovo en in het begin van de 20e eeuw werden een aantal revolutionairen door het tsaristische regime hierheen verbannen.
In de 20e eeuw verloor de plaats geleidelijk aan betekenis en verloor haar stadstatus.
Berjozovo heeft een landklimaat. De gemiddelde temperatuur in januari ligt tussen -17,3°C (overdag) en -26,5°C (nacht); in juli tussen 12,0°C en 20,7°C. De jaarlijkse neerslaghoeveelheid bedraagt 488 mm, het meeste valt in de zomer.